# Zenaida graysoni
Zenaida graysoni là một loài chim trong họ Columbidae.